# Taeniophyllum proboscideum
Taeniophyllum proboscideum är en orkidéart som beskrevs av Rudolf Schlechter. Taeniophyllum proboscideum ingår i släktet Taeniophyllum och familjen orkidéer. Inga underarter finns listade i Catalogue of Life.